# Blauer Perusalmler
Der Blaue Perusalmler (Knodus borki), englisch Cochu's Blue Tetra, ist ein Süßwasserfisch aus der Familie Stevardiidae. Die Art wird seit Jahren unter dem wissenschaftlichen Namen Boehlkea fredcochui, Géry 1960 im Aquaristikfachhandel vertrieben, was allerdings auf einer falschen Bestimmung beruhte. 2008 wurde die Art neu beschrieben.

## Vorkommen
Es handelt sich um einen im östlichen Peru beheimateten schwarmbildenden Salmler, der eine Länge von circa 5 cm erreicht. Sein Vorkommen ist das lehmfarbene und mineralreiche Weißwasser des Rio Maranon, von Ecuador bis nach Peru über Iquitos bis in die Umgebung von Leticia, Kolumbien.

## Merkmale
Der Blaue Perusalmler besitzt einen mäßig langgestreckten, seitlich abgeflachten Körper, der von Cycloidschuppen bedeckt und von oliver Grundfarbe ist. Die größte Körperhöhe liegt vor den Bauchflossen und ist 2,7- bis 3,3-mal in der Körperlänge enthalten. Vom Hinterrand des Kiemendeckels bis zur Schwanzflossenbasis erstreckt sich ein breites Längsband, das beim Weibchen hellblau, beim Männchen violett ist und beim Männchen manchmal schwarz umrandet ist. Die Spitzen der Rückenflosse und der Schwanzflosse sind manchmal weißlich. Die Maxillare ist mit drei bis vier dreispitzigen oder konischen Zähnen besetzt, bei Boehlkea fredcochui sind es 11 bis 21 Zähne. Die Prämaxillare hat zwei bis fünf dreispitzige Zähne auf der äußeren und vier Zähne auf der inneren Reihe. Die Anzahl der Kiemenreusenzähne liegt bei 15 bis 18. Die Seitenlinie der Blauen Perusalmlers ist unvollständig. Die Schwanzflossenbasis ist beschuppt.
- Flossenformel: Dorsale ii, 7, (i); Anale iv-v, 21-23; Pectorale i, 11-12; Ventrale i, 6; Caudale 1/9-8/1.
- Schuppenformel 6-14 (SL), 34-37 (mLR), 5/1/4 (QR)

## Lebensweise
Der Blauer Perusalmler erreicht etwa ein Alter von 3 Jahren bei einer Größe von maximal 5 cm. Der pH-Wert liegt bei sauren Werten von 5,8 bis neutral 7,0 und einer Gesamthärte von 5 bis 12 °dGH sowie Temperaturen von 22 bis 26 °C. Die Weibchen des Blauen Perusalmler wirken etwas fülliger als die Männchen.